# Two Leap Year Proposals
Two Leap Year Proposals è un cortometraggio muto del 1904 diretto da Lewin Fitzhamon.

## Trama
Due ragazze lottano contendendosi un uomo. Ma poi sono costrette a fuggire, inseguite da un toro.

## Produzione
Il film fu prodotto dalla Hepworth.

## Distribuzione
Distribuito dalla Hepworth, il film - un cortometraggio della lunghezza di 40,5 metri - uscì nelle sale cinematografiche britanniche nel marzo 1904.
Non si hanno altre notizie del film che si ritiene perduto, forse distrutto nel 1924 quando il produttore Cecil M. Hepworth, ormai fallito, cercò di recuperare l'argento del nitrato fondendo le pellicole.